# L'Œil au-dessus du puits
Pour plus de détails, voir Fiche technique et Distribution.
L'Œil au-dessus du puits (Het oog boven de put) est un film documentaire néerlandais réalisé par Johan van der Keuken en 1988, tourné dans le Sud de l'Inde dans la province du Kérala. Il s'agit d'une vision poétique de la vie et des rituels d'une communauté villageoise.

## Synopsis
À travers le portrait d'une famille d'artiste du Kerala, Johan van der Keuken filme diverses situations d'apprentissage dans une école de danse, de chant, d'arts martiaux mais aussi au théâtre ou à l'école védique. Le cinéaste observe comment, dans cette communauté rurale, le savoir passe d'une génération à l'autre dans le respect des traditions. Parallèlement, nous suivons le parcours d'un petit préteur sur gage et la circulation de l'argent dans le village. Dans ces séquences, Johan van der Keuken filme le quotidien des artisans et des ouvriers au travail. 
Sans aucun commentaire, le cinéaste nous montre aussi l'intégration d'éléments de modernité par les membres de la communauté, le rôle de la femme dans les compétitions sportives traditionnelles, le développement des sociétés d'informatique vu à travers un film indien. Les rituels soudent une communauté ouverte sur l'extérieur et sur les évolutions du monde moderne,.

## Fiche technique
- Titre original : L'Œil au-dessus du puits
- Réalisation : Johan van der Keuken
- Prise de vue : Johan van der Keuken
- Montage : Johan van der Keuken et Jan Dop
- Musique : K.B.V Ramana Rao et R. Lakshminarayanan
- Son : Noshka van der Lely
- Mixage : Pjotr van Dijk
- Production : Interkerkelijke Omroep Nederland (IKON), Westdeutscher Rundfunk (WDR), Fonds voor de Nederlandse Film
- Pays :  Pays-Bas
- Genre : film documentaire
- Durée : 90 minutes

## Distribution
Dans leurs propres rôles :
- C.V. Govindankutty Nai, Sathynarayanan G., Jyothishmathy G., et les membres du C.V.N. Kalari Trivandrum
- Kerala Natya Academy Trivandrum: Kalamandalam, Vimala Menon, Miss Vindhuja Menon
- Desi School of music Trivandrum: Sivasankara Panikkar
- Kochukrishnan et les habitants de Trikkunnapuzha

## Réception critique
Le film lors de sa sortie en salle en France est remarqué. Le critique Louis Marcorelles écrit dans le Monde:
« Un chef-d'œuvre... van der Keuken a mis le doigt sur l'essence de ce qu'est la civilisation... Ce cinéaste est visiblement doué de tous les dons : comme s'il avait pu complètement s'identifier à une image du monde qui est radicalement différente de la nôtre... »

## Récompenses et Prix
Johan van der Keuken remporte pour ce film le grand prix du Festival du Film de Bruxelles en 1989